# 地质新村街街道
地质新村街街道，是中华人民共和国甘肃省武威市凉州区下辖的一个乡镇级行政单位。

## 行政区划
地质新村街街道下辖以下地区：
地质新村虚拟社区。